# N-nitrosammine

Generica struttura di una N-nitrosammina.

Le N-nitrosammine, comunemente chiamate semplicemente nitrosammine, sono composti organici di formula generale {\displaystyle {\ce {R^1R^2N-N=O}}}, contenenti un gruppo nitroso, {\displaystyle {\ce {-N=O}}}, legato all'azoto amminico, dove {\displaystyle {\ce {R^1}}} e {\displaystyle {\ce {R^2}}} sono gruppi alchilici o arilici. Sono derivati dialchilici o diarilici della specie capostipite nitrosammide, cioè dell'ammide dell'acido nitroso H2N–N=O, che però è instabile. 
Non vanno confuse con le nitrammine, contenenti il gruppo nitro -NO2 invece del nitrosile -NO, aventi formula di struttura {\displaystyle {\ce {R^1R^2N-NO2}}}.

## Struttura e proprietà
Lo scheletro {\displaystyle {\ce {(CC)NNO}}} di queste molecole, salvo casi di gruppi {\displaystyle {\ce {R}}} ingombranti, tende a essere planare; in essa i due atomi di azoto e quello di ossigeno sono ibridati {\displaystyle sp^{2}}, ed è esattamente planare nella N-nitrosodimetilammina, che è la più semplice nitrosammina e quella più comune; in questa,  la distanza {\displaystyle {\ce {N-N}}} risulta 132 pm (legame corto, indice di parziale carattere di legame doppio) e quella {\displaystyle {\ce {N=O}}} risulta di 126 pm (legame più lungo di quello nel cloruro di nitrosile, {\displaystyle {\ce {Cl-N=O}}}, che è di 116 pm); l'angolo {\displaystyle {\ce {N-N-O}}} (114,3°) è significativamente minore rispetto a quello atteso di 120°.
Le N-nitrosammine sono comunemente descritte con la formula generale riportata sopra, con un legame semplice {\displaystyle {\ce {N-N}}} e un legame doppio {\displaystyle {\ce {N=O}}}; tuttavia, si trova che la barriera per la rotazione attorno al legame N-N è notevole (~ 23 kJ/mol) e valori molto simili si trovano per la N-nitrosopirrolidina (NPYR) e la N-nitrosopiperidina (NPIP). Questo fatto, la notevole polarità delle nitrosammine e le anomalie nelle lunghezze di legame si accordano bene con un ibrido di risonanza tra le seguenti due forme limite:
R1R2N–N=O  ↔  R1R2N+=N–O –
A temperatura ambiente la N-nitrosodimetilammina (NDMA) è un liquido giallo, oleoso, molto solubile in acqua e in alcool, solubile in etere e nei solventi organici polari, come pure nei grassi; è anche una molecola molto polare (μ = 4,01 D, dove {\displaystyle \mu } è il momento di dipolo elettrico e D è l'unità di misura, il Debye) e il liquido ha notevole costante dielettrica (εr = 53,00).
Lo studio delle dialchilnitrosammine in soluzione rivela che il sito energeticamente più favorevole per la loro protonazione è l'ossigeno, invece dell'atomo di azoto amminico: negli spettri RMN l'unica specie che si registra è la nitrosammina O-protonata; l'isomero N-protonato è previsto essere meno stabile per {\displaystyle \sim 16\,k\mathrm {J/mol} }. Anche questa osservazione è in evidente accordo con la risonanza vista sopra.

## Sintesi e reattività
Le nitrosammine si ottengono per reazione dei nitriti con una ammina secondaria, che può essere presente anche all'interno di una struttura proteica. La reazione richiede condizioni molto acide per favorire la formazione di acido nitroso a partire dai nitriti. L'acido nitroso formatosi viene protonato sull'ossidrile e subisce poi una scissione eterolitica generando lo ione nitrosonio, {\displaystyle {\ce {N\equiv O^{+}}}}, e una molecola di acqua. Il nitrosonio è la specie chimica che reagirà con l'ammina per produrre la nitrosammina protonata che poi viene deprotonata dal solvente. Anche l'effetto delle alte temperature può favorire la formazione di nitrosammine. Schematizzando l'intera reazione, si possono descrivere le seguenti due fasi:
{\displaystyle {\ce {HO-N=O\ +\ H+->H2O^{+}-N=O->N\equiv O^{+}\ +\ H2O\,\,\,\,}}} (1)  [formazione dello ione nitrosonio]
{\displaystyle {\ce {R2NH\ +\ N\equiv O^{+}->R2N-N=O\ +\ H^{+}\,\,\,}}} (2)  [formazione della nitrosammina]
Le nitrosammine possono essere ossidate a nitroammine con peracidi:
{\displaystyle {\ce {R^{1}R^{2}N-N=O\ +\ R-C(=O)-O-O-H->R^{1}R^{2}N-NO2\ +\ R-COOH}}}
Oppure possono essere ridotte a idrazine asimmetriche:
{\displaystyle {\ce {R^{1}R^{2}N-N=O\ +\ 2[H]->R^{1}R^{2}N-NH2\ +\ H2O}}}
Questa riduzione può essere fatta con vari reattivi e modalità, tra i più comuni abbiamo
- Zinco in polvere in soluzione acida, spesso in acido acetico
- Tetraidroalluminato di litio ({\displaystyle {\ce {LiAlH4}}}) in etere o più spesso in Tetraidrofurano ({\displaystyle {\ce {THF}}})
- idrogenazione catalitica

In dipendenza delle condizioni di reazione più o meno spinte possono formarsi, come sottoprodotti, le ammine secondarie {\displaystyle {\ce {R^1R^2N-H}}} (una denitrosazione con rottura del legame {\displaystyle {\ce {>N-N<}}}).

## Effetti sulla salute
Lo studio di queste sostanze è molto importante in ambito tossicologico, essendo molte N-nitrosammine classificate come cancerogene per gli animali.
Il problema della genesi delle nitrosammine è legato alla presenza di ione nitrato quale componente naturale degli alimenti, che risulta convertibile in ione nitrito già a livello della bocca per azione delle ghiandole salivari, e all'uso di nitriti utilizzati come conservanti alimentari: tali nitriti trovano le condizioni ottimali per produrre N-nitrosammine all'interno dello stomaco o tramite trattamenti di cottura quali la frittura o l'arrostitura. Il possibile apporto alimentare di nitrosammine può derivare da diverse fonti, quali ad esempio la birra, i vegetali, il pesce, la carne, i salumi e i formaggi. Le disposizioni legislative italiane fissano i limiti massimi di nitrito ammissibile in 150 mg per kg di prodotto, onde prevenire il raggiungimento di concentrazioni potenzialmente nocive. D'altra parte, ad esempio, l'uso di nitrito è fondamentale per impedire il moltiplicarsi di microrganismi potenzialmente letali quali il Clostridium botulinum. Le vitamine C ed E, oltre agli amminoacidi, sono utili inibitori della formazione di nitrosammine che vengono comunemente sfruttati nell'industria alimentare. Le nitrosammine sono presenti anche in fonti non alimentari, quali il fumo di sigaretta e i materiali plastici, sebbene studi abbiano dimostrato che, ad esempio, le nitrosammine presenti nei preservativi non abbiano rilevanza tossicologica. Questi composti provocano mutazione genetica tramite alchilazione del DNA, come ampiamente dimostrato negli animali da laboratorio e la loro assunzione alimentare è associata col tumore dello stomaco e col cancro esofageo.
Fra gli inibitori alimentari:
- agente riducente: acido ascorbico;
- fenoli: acido caffeico, acido ferulico, acido gallico
- composti sulfidrilici: N-acetilcisteina, disolfuro di diallile;
- aminoacidi: prolina, tioprolina, agiscono con le ammine a formare nitrosammine non mutageniche.

Questi inibitori agiscono in ambiente extracellulare verso la nitrosazione (la formazione delle nitrosammine a partire da ammine secondarie e nitriti, nell'ambiente acido dello stomaco).